# Чалогович, Милан
Милан Чалогович (хорв. Milan Čalogović; 10 сентября 1878, Винковцы — 19 мая 1945, Загреб) — хорватский инженер, мостостроитель, преподаватель и специалист в области возведения железобетонных конструкций.

## Биография
Милан Чалогович родился в 1878 году на востоке Хорватии. В возрасте восемнадцати лет он окончил гимназию в городе Осиек. Потом он отправился в Будапешт, где в 1900 году закончил обучение на строительном факультете Высшей технической школы, после чего остался в стенах вуза для того, чтобы занять должность ассистента профессора Шиларда Зилинского. С 1904 по 1914 год работал по специальности в городах по всей Хорватии. После начала Первой мировой войны Чалогович был призван на фронт и вплоть до конца конфликта выполнял роль военного инженера. В 1919 году он стал одним из основателей Высшей технической школы в Загребе, также заняв в ней должность профессора, на которой он остался и после преобразования школы в Технический факультет Загребского университета, и после годового пребывания на посту декана факультета в 1930 году. Прежде чем уйти в отставку в 1943 году, Милан Чалогович успел не только зарекомендовать себя как грамотного преподавателя в области мостостроения и железобетонных конструкций, но и как автора нескольких проектов зданий и мостов, возведённых в Хорватии в первой половине XX века, среди которых особо выделяются: купол и часовня церкви Святого Власия в Загребе, водонапорная башня в Цриквенице и Сеньский маяк.